# Weet-weet

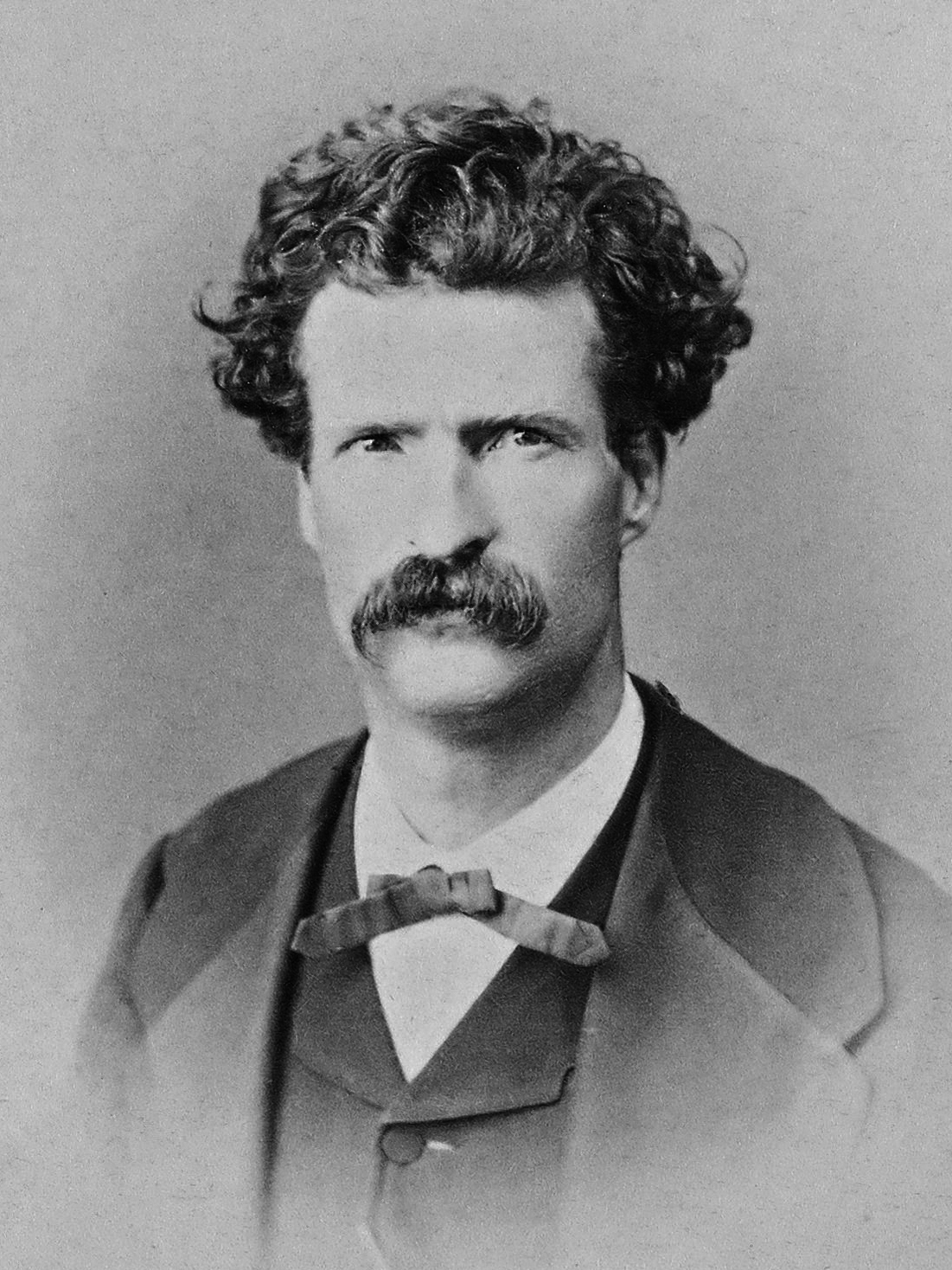
Mark Twain el 1867

Un "weet-weet" és una joguina llancívola dels aborígens australians.

## Descripció
D'uns 60 cm de llargària el weet-weet consta d'una peça de fusta en forma de fus amb una cua o prolongació prima i flexible. El pes és d'uns 200 grams.

## El joc o competició
Cada llançador tira el seu weet-weet amb força, per sota mà, procurant atènyer una distància tan gran com pugui.
El weet-weet surt a gran velocitat i girant, i va rebotant sobre el terreny irregular. Els salts són irregulars i sobtats.
Les distàncies abastades són de l'ordre de 170 metres.
Guanya el jugador que llança el weet-weet més lluny.

## Samuel Clemens,Mark Twain, i el weet-weet
El famós escriptor Mark Twain va posar com a exemple d'enginy i intel·ligència dels aborígens australians el weet-weet (o cangur-rata). El capítol però, no és una simple descripció d'una joguina exòtica. És un resum contundent i crític de les accions genocides de l'home blanc contra els indígenes.